# Jad

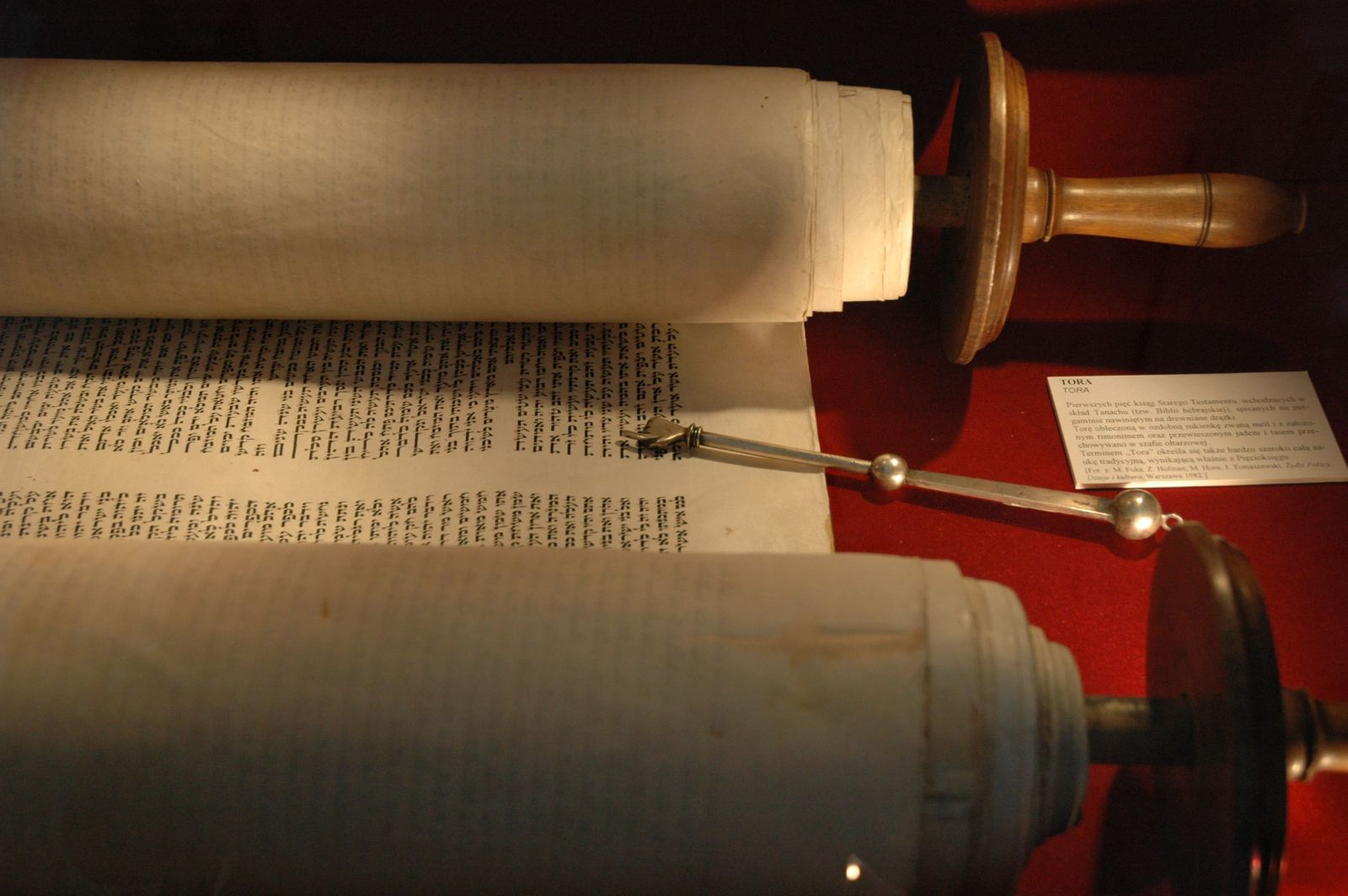
Tora mit Jad

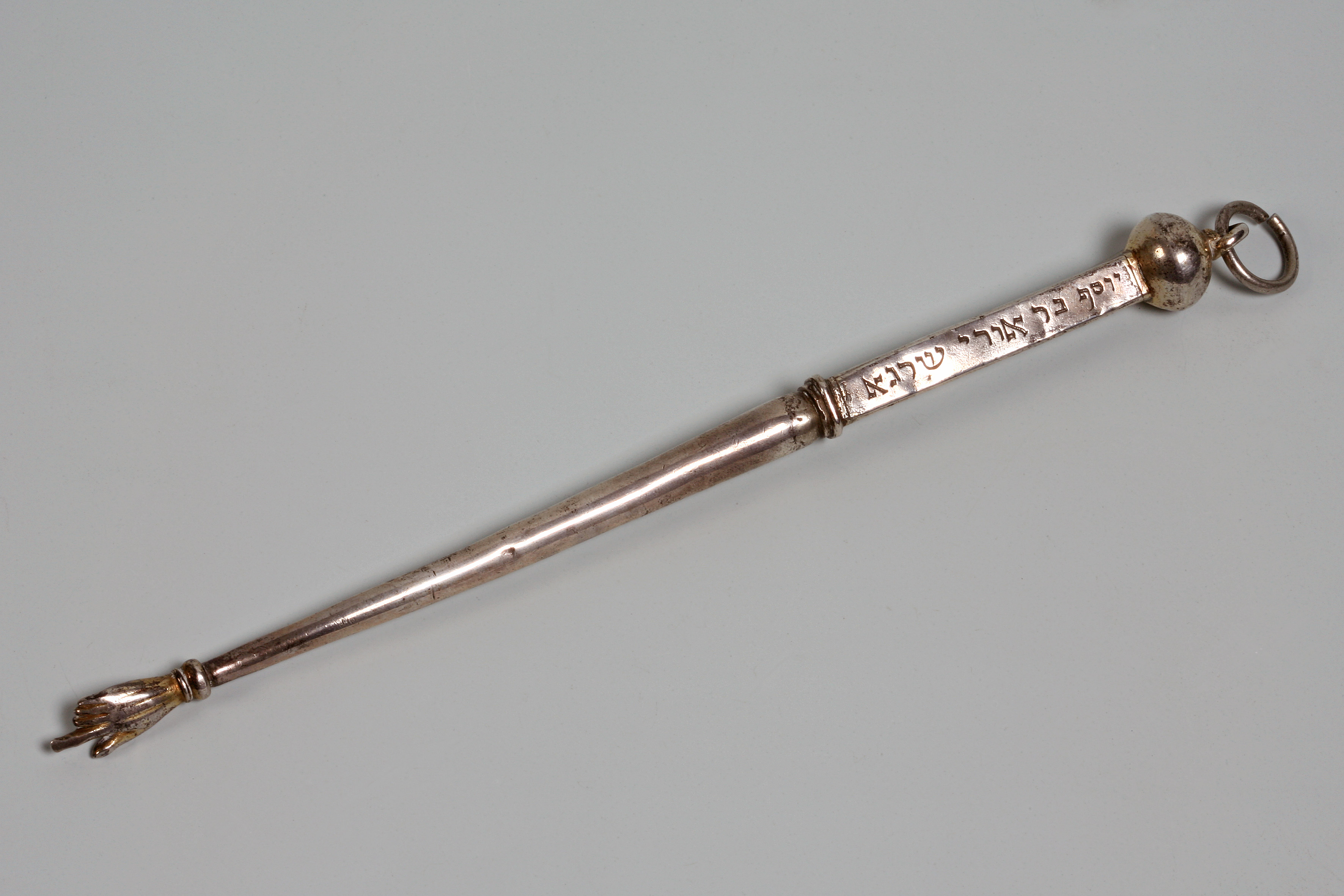
Tora-Zeiger aus Deutschland oder Schweiz, datiert 1714, in der Sammlung des Jüdischen Museums der Schweiz.

Jad (hebr.:יד „Hand“) ist ein Zeigestab zum Deuten auf die jeweilige Textzeile in der Toralesung.

## Beschreibung und Funktion
Die auch als Torafinger oder Torazeiger bezeichnete Jad besteht aus einem meist silbernen Stab, an dessen vorderem Ende sich eine kleine Hand mit ausgestrecktem Zeigefinger befindet. Er soll vor allem vermeiden, dass die teils jahrhundertealten, von einem Sofer handgeschriebenen Schriftrollen mit den Händen berührt, verschmutzt oder beschädigt werden, da die Torarolle als heilig gilt. In zweiter Linie dient der Torazeiger auch als Hilfe beim Vorlesen im Gemeindegottesdienst, da der Text der Tora zwar ohne Teamim, jedoch mit Ornamenten, sogenannten Tagin („Krönchen“) niedergeschrieben ist. Tagin sind drei feine Linien an der oberen linken Ecke von sieben der insgesamt 22 hebräischen Buchstaben. Sie unterstreichen die mystische Textbedeutung insofern, als jeder zusätzliche Strich und jedes zusätzliche Zeichen zusammen mit den Buchstaben und Wörtern der Tora als aufschlussreiche Symbole der außerordentlichen Geheimnisse des Universums und der Schöpfung gelten. Die Jad wird gemeinsam mit der Tora im Toraschrein aufbewahrt. 
Während im Gottesdienst ein Vorleser oder der Rabbiner mit dem Torazeiger die Zeilen entlang fährt und den Text psalmodierend vorträgt (Lejnen), überprüft ein Beisteher, der den Text in punktierter Version vor sich hat, den Vortrag des Vorbeters auf dessen Genauigkeit und korrigiert ihn bei Bedarf. Alte Einzelstücke sind begehrte Objekte für Sammler von Judaica.